# فرانك شابمان (لاعب كرة قاعدة)
فرانك شابمان (بالإنجليزية: Frank Chapman)‏ هو لاعب كرة قاعدة أمريكي، ولد في 1 نوفمبر 1861 في نيوبورغ في الولايات المتحدة، وتوفي بنفس المكان في 2 ديسمبر 1937.